# Scuderie del Principe Elettore

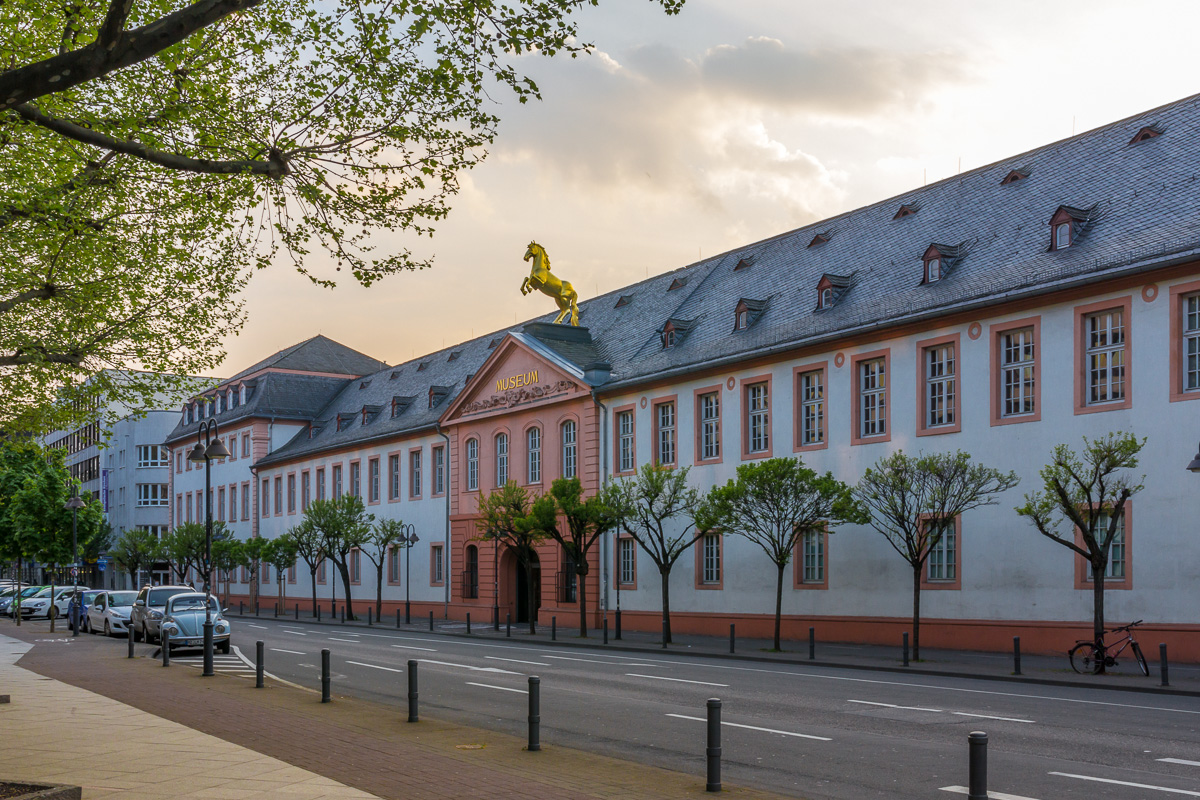
Golden-Ross-Kaserne: Davanti alle Große Bleiche (2013)

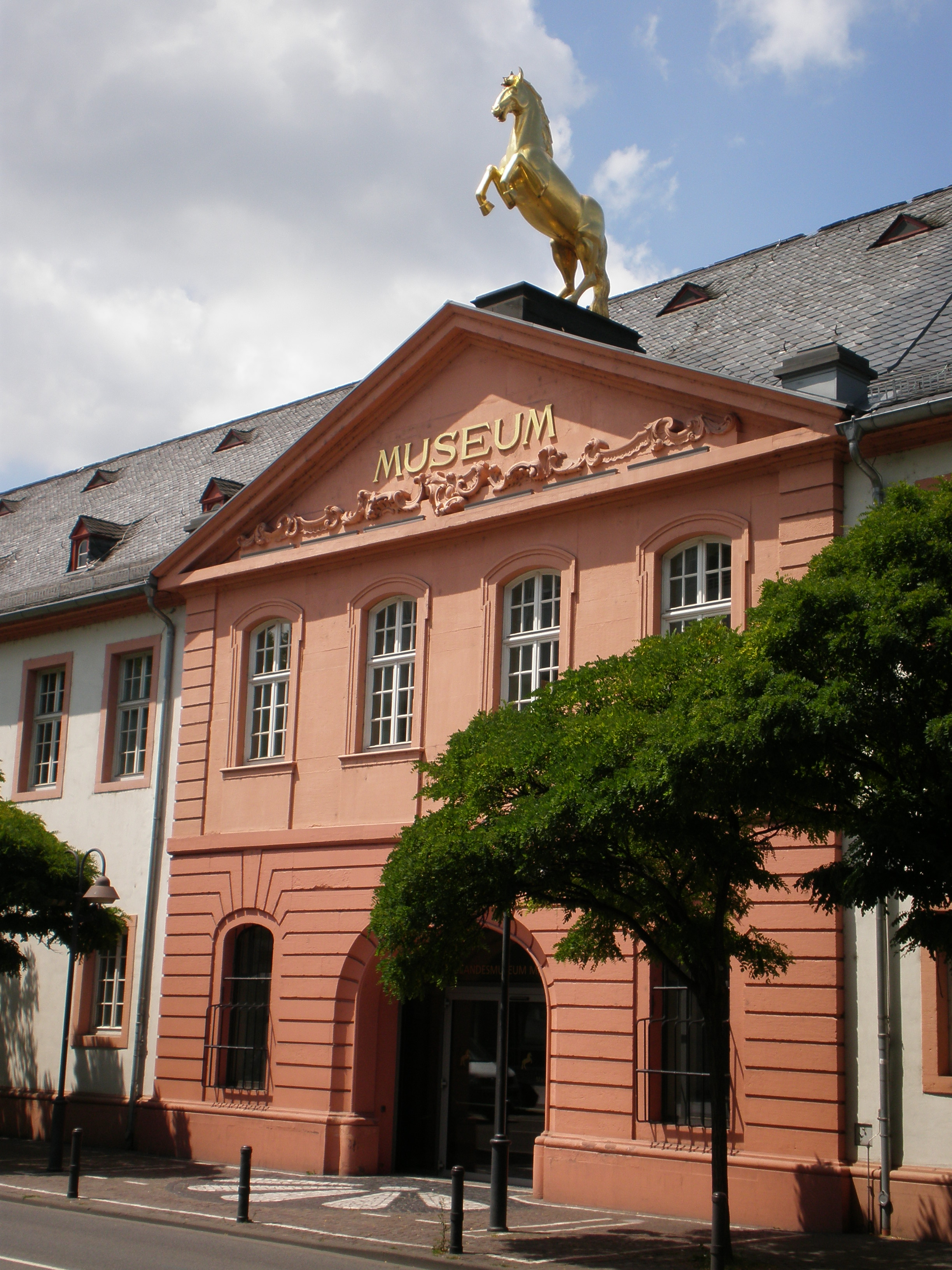
Golden-Ross-Kaserne: Ingresso

La Caserna Golden Ross (Cavallo dorata) di Magonza è il complesso di edifici dell'ex Scuderie del Maresciallo del Principe Elettore di Magonza. Fu eretto nel 1766-1767, sotto l'elettorato di Emmerich Joseph von Breidbach zu Bürresheim, dal direttore dell'edificio elettorale Jakob Joseph Schneider. L'edificio prende il nome da una figura di cavallo dorato più grande del mondo che si trova sopra l'ingresso principale. Oggi l'edificio, la cui facciata principale si trova sulla via "Große Bleiche", ospita il Landesmuseum Mainz.

## Storia
Fino al 1770, l'elettore Emmerich Joseph Breidbach-Bürresheim fece aggiungere al Marstall, completato nel 1767, un maneggio di 15 × 19 metri con due gallerie splendidamente progettate. Il modello per il maneggio elettorale è stato senza dubbio la Scuola di Equitazione Invernale della Scuola di equitazione spagnola di Vienna. Ciò è stato espresso anche dal simbolismo della figura più grande della vita di un cavallo di rame dorato sopra l'ingresso principale del Marstall. Il cavallo, che fu eretto nel 1769, era raffigurato nella posizione della levade, un tipico esercizio di dressage dell'arte classica dell'equitazione coltivata anche alla Scuola di equitazione spagnola.
L'edificio residenziale, nell'ala laterale, è stato più volte utilizzato come foresteria dagli elettori e successivamente dall'amministrazione francese. Anche la "compagna" dell'ultimo elettore Friedrich Karl Josef von Erthal, Sophie von Coudenhoven, visse qui. Il ministro degli Esteri francese Talleyrand risiedette qui durante il soggiorno di Napoleone a Magonza nel 1806.
Con la fine dello stato elettorale nel 1792, il complesso edilizio è stato oggetto di appropriazione indebita. Dal 1793 al 1797 e di nuovo nel 1804 e nel 1833 servì come teatro. Nel 1793, il camerlengo di corte, Jakob Guiollett, fu responsabile dei lavori di ricostruzione, che secondo i rapporti contemporanei ebbero un discreto successo. Dopo il Trattato di Campoformio e il trasferimento permanente di Magonza, ora Mayence, ai francesi, il maneggio fu nuovamente rivendicato dal comandante militare francese e utilizzato per l'addestramento militare a cavallo fino al 1804.
Nel 1804 Napoleone partì per il suo storico viaggio attraverso la Germania da Aquisgrana a Magonza. Da Aquisgrana diede l'ordine che "...una parte della compagnia teatrale imperiale del Theâtre français venisse a Magonza e ci fossero cinque o sei tragedie". Così il grande maneggio fu di nuovo trasformato in teatro con grandi spese. Napoleone arrivò a Magonza il 20 settembre 1804 accompagnato dall'imperatrice Giuseppina e dai suoi collaboratori. Durante il suo soggiorno, nel salone di equitazione del Marstall sono stati rappresentati diversi spettacoli teatrali. In opere di Jean Racine e Thomas Corneille, recitarono attori famosi come François-Joseph Talma e Catherine Josephine Duchesnois. Poiché Napoleone intendeva espandere Magonza come città di residenza imperiale, all'architetto imperiale Eustache de Saint-Far fu affidata la costruzione di un nuovo edificio teatrale in linea con lo status della città, tra le altre cose, per sostituire finalmente la sistemazione provvisoria nel maneggio. Tuttavia, la lenta realizzazione delle vaste misure edilizie francesi a Magonza, la definizione delle priorità dei progetti militari e lo sviluppo politico generale degli anni seguenti fecero sì che questa costruzione non avesse luogo. Il teatro provvisorio dell'ex maneggio elettorale doveva svolgere la sua funzione di teatro a Magonza fino al 1833. Anche nel periodo successivo all'occupazione francese, vi si esibirono artisti di fama, tra cui Niccolò Paganini nel 1829.
Solo dopo il completamento dello Teatro di Magonza nel 1833 il teatro fu definitivamente chiuso. Da quel momento in poi, l'edificio servì, fino al 1930, come alloggio per vari reggimenti di cavalleria di stanza a Magonza, per cui il maneggio fu riportato alla sua funzione originaria. Qui erano di stanza, tra l'altro, parti del reggimento ussaro "Re Umberto d'Italia" (1° Kurhessisches) n. 13.
Nel 1935 il complesso di edifici vuoti ospitava le collezioni del Museo civico delle antichità e la collezione di pittura della città di Magonza. Fino ad allora, questi erano stati ospitati nel Palazzo delle Elezioni, ma ora dovevano essere esposti in modo permanente nella Caserma Ross d'Oro. All'epoca, tuttavia, il Riding Hall serviva solo come magazzino e deposito per gli oggetti non esposti. L'edificio, insieme a molti reperti, è stato completamente distrutto già nel 1942 durante la seconda guerra mondiale. Anche l'originale barocco della figura del cavallo sopra l'ingresso principale fu distrutto. Dal 1949 al 1962, l'edificio è stato ricostruito in molte singole fasi. La ricostruzione è stata sostenuta dalla "Direction générale des affaires culturelles" nella zona di occupazione francese, dopo la campagna di Fritz Arens per la ricostruzione. Nel 1962 l'edificio è stato restaurato al punto che il Museo delle Antichità e la Pinacoteca della città di Magonza hanno potuto essere riaperti. Il maneggio è stato finalmente coperto di nuovo e reso nuovamente utilizzabile alla fine del 1963. Dal 1964 è stata utilizzata per la prima volta come "sala delle pietre" (lapidario) per la presentazione di una piccola parte dei numerosi monumenti romani in pietra.
Nel 1967 lo Stato della Renania-Palatinato ha rilevato il museo e quindi anche la responsabilità dell'edificio della caserma Golden Ross. Tra il 1975 e il 1979 sono stati aggiunti nuovi edifici per aumentare significativamente la superficie del museo. Anche la struttura barocca dell'edificio Marstall è stata ristrutturata e ridisegnata, pur conservando l'esterno barocco. Nel 1980/81 il maneggio è stato finalmente ristrutturato con grandi spese e dotato di riscaldamento a pavimento e illuminazione. Nel concetto di museo, ora è servito come sala delle pietre per la presentazione dei più importanti monumenti in pietra del Mogontiacum romano, una collezione che è una delle più importanti nel suo genere in Europa.
I necessari interventi di ammodernamento hanno portato alla chiusura parziale e a volte completa del museo e alla riprogettazione architettonica di singole parti dell'edificio a partire dal 2006.